# La Banda (série télévisée)
Pour les articles homonymes, voir La Banda.
 (janvier 2022).
La mise en forme du texte ne suit pas les recommandations de Wikipédia : il faut le « wikifier ».
Les points d'amélioration suivants sont les cas les plus fréquents :
- Les titres sont pré-formatés par le logiciel. Ils ne sont ni en capitales, ni en gras.
- Le texte ne doit pas être écrit en capitales (les noms de famille non plus), ni en gras, ni en italique, ni en « petit »…
- Le gras n'est utilisé que pour surligner le titre de l'article dans l'introduction, une seule fois.
- L'italique est rarement utilisé : mots en langue étrangère, titres d'œuvres, noms de bateaux, etc.
- Les citations ne sont pas en italique mais en corps de texte normal. Elles sont entourées par des guillemets français : « et ».
- Les listes à puces sont à éviter, des paragraphes rédigés étant largement préférés. Les tableaux sont à réserver à la présentation de données structurées (résultats, etc.).
- Les appels de note de bas de page (petits chiffres en exposant, introduits par l'outil «  Source ») sont à placer entre la fin de phrase et le point final[comme ça].
- Les liens internes (vers d'autres articles de Wikipédia) sont à choisir avec parcimonie. Créez des liens vers des articles approfondissant le sujet. Les termes génériques sans rapport avec le sujet sont à éviter, ainsi que les répétitions de liens vers un même terme.
- Les liens externes sont à placer uniquement dans une section « Liens externes », à la fin de l'article. Ces liens sont à choisir avec parcimonie suivant les règles définies. Si un lien sert de source à l'article, son insertion dans le texte est à faire par les notes de bas de page.
- La présentation des références doit suivre les conventions bibliographiques. Il est recommandé d'utiliser les modèles {{Ouvrage}}, {{Chapitre}}, {{Article}}, {{Lien web}} et/ou {{Bibliographie}}. Le mode d'édition visuel peut mettre en forme automatiquement les références.
- Insérer une infobox (cadre d'informations à droite) n'est pas obligatoire pour parachever la mise en page.

Pour une aide détaillée, merci de consulter Aide:Wikification.
Si vous pensez que ces points ont été résolus, vous pouvez retirer ce bandeau et améliorer la mise en forme d'un autre article.
La Banda (« le groupe ») est une série américaine de concours de chant en langue espagnole créée par Ricky Martin et Simon Cowell, et produite par Ricky Martin. Elle est présentée par Alejandra Espinoza. La série est une coproduction entre Syco Entertainment, Saban Brands et Univision.
Univision (chaîne de télé américaine en langue espagnole) a diffusé deux saisons, la saison 1 ayant été lancée le 13 septembre 2015, jusqu'au 13 décembre 2015, avec les juges Ricky Martin, Laura Pausini et Alejandro Sanz. Le but de la série est de rechercher de jeunes adolescents talentueux pour faire le prochain phénomène musical. Le nouveau groupe intitulé CNCO était composé des gagnants Christopher Vélez (Équateur), Richard Camacho (République dominicaine), Joel Pimentel (Mexique), Erick Brian Colón (Cuba) et Zabdiel de Jesús (Porto Rico).
L'émission a été renouvelée pour une saison 2, mais cette fois-ci à la recherche du prochain boys et girl latino, c'est-à-dire un groupe mixe. Elle a été diffusée du 11 septembre 2016 au 11 décembre 2016, avec les juges Wisin, Laura Pausini et Mario Domm.Le nouveau groupe intitulé MIX5 était composé des gagnants Brian Cruz (Cuba), Taishmara Rivera (Porto Rico), Christian Castro (Porto Rico), Danelly Hoyer (Mexique) et Garmandy Candelario (République dominicaine).
Une troisième saison a été annoncée pour 2018 après une interruption d'un an. Il y a eu des spin-offs de la série La Banda à la fois au Mexique et en Grèce.

## Série aux États-Unis

### Saison 1
Créée par Ricky Martin et Simon Cowell, produite par Ricky Martin et présentée par Alejandra Espinoza, la saison 1 a été diffusée pour la première fois le 13 septembre 2015 et s'est terminée le 13 décembre 2015[8][9] Les juges de la saison 1 étaient Ricky Martin, Laura Pausini et Alejandro Sanz[1][2][3] L'objectif de la série est de rechercher de jeunes adolescents talentueux pour faire le prochain phénomène musical.
Les jeunes hommes ont été choisi par au minimum deux des trois juges vedettes de l'émission pour pouvoir entrer dans la compétition. Leur âge au moment de leur audition télévisée et leur pays latino-américain d'origine ethnique ou nationale sont également indiqués.
Lors de la saison 1, il y avait 41 participants, dont 12 de Porto Rico, 10 du Mexique, 4 de la République dominicaine, 3 de Cuba, du Venezuela et de la Colombie, les 6 autres venant de divers autres pays comme la Bolivie, l'Équateur, le Salvador, le Honduras et les États-Unis. Parmi les 41 premiers participants il y en a certains qui ont passé l'audition mais d'autre qui n'ont pas réussi à continuer vers la deuxième phase de la compétition. Les juges ont décidé de former quatre boys bands de cinq membres pour se produire durant cette phase. Le cinquième boy band de cinq membres devait être composé de cinq des participants restés sur le carreau. Après leur prestation, les juges ont renvoyé tous les garçons sauf cinq chez eux. Le top 20 montre les participants qui sont passés au troisième tour mais qui n'ont pas réussi à continuer après.
Les gagnants sont, avec leur âge au moment de la victoire, Christopher Vélez (20 ans), (Équateur), Richard Camacho (18 ans), (République dominicaine), Joel Pimentel (16 ans), (Mexique), Erick Brian Colon (14 ans), (Cuba), et Zabdiel de Jesús (18 ans), (Porto Rico).Tous les cinq ont été incorporés dans le nouveau groupe intitulé CNCO.
Le groupe CNCO est toujours en activité malgré le fait qu'un de ses membres (Joel Pimentel) l'ai quitté pour une carrière en solo.

### Saison 2
Créée par Ricky Martin et Simon Cowell, et produite par Ricky Martin et présentée par Alejandra Espinoza, la saison 2 a été diffusée pour la première fois le 11 septembre 2016 et s'est terminée le 11 décembre 2016. Seul le juge Laura Pausini est resté de la saison 1. Les deux autres juges Ricky Martin et Alejandro Sanz ont été remplacés par Wisin et Mario Domm. L'objectif de la série a également changé. Pour la saison 2, les gagnants seraient des finalistes masculins et féminins pour former un groupe mixte garçons/filles, alors que la saison 1 recherchait un groupe d'adolescents exclusivement masculin.
Lors de la saison 2, il y avait 57 participants, dont 20 de Porto Rico, 16 du Mexique, 7 de Cuba, 4 de la République dominicaine, 3 du Venezuela. Les 7 autres venaient de divers pays dont la Bolivie, l'Équateur, le Pérou et la Colombie.
Les gagnants étaient, avec leur âge au moment de la victoire un groupe mixte de trois garçons et deux filles ; composé de Brian Cruz (16 ans), (Cuba), Taishmara Rivera (16 ans), (Porto Rico), Christian Castro (22 ans), (Porto Rico), Danelly Hoyer (21 ans), (Mexique), et Garmandy Candelario (21 ans), (République dominicaine). Tous ont été réunis dans le groupe intitulé MIX5, bien qu'ils n'aient duré qu'environ un an avant leur dissolution début 2018.

### Audience
| Saison | Diffusion                     | Début             | Début               | Fin              | Fin                 |
| Saison | Diffusion                     | Date              | Audience (millions) | Date             | Audience (millions) |
| ------ | ----------------------------- | ----------------- | ------------------- | ---------------- | ------------------- |
| 1      | Dimanche à 20h (heure locale) | 13 septembre 2015 | 2.60                | 13 décembre 2015 | 2.67                |
| 2      | Dimanche à 20h (heure locale) | 11 septembre 2016 | 1.37                | 11 décembre 2016 | NC                  |

## Spin-off

### Mexique
Au Mexique, une série distincte a été lancée par les chaînes du groupe Televisa. La première saison de La Banda mexicaine a été diffusée sur Canal 5 du 2 octobre 2015 jusqu'en janvier 2016, diffusée le vendredi soir à 20h00
La saison 2 a été diffusée par la chaîne Las Estrellas du 9 octobre au 31 décembre 2016, diffusion hebdomadaire le samedi à 13h00.

### Grèce
En Grèce, la série devait commencer sur Open TV, mais l'émission a été annulée car il n'y avait pas de participants. La chaîne a confirmé que les juges étaient Thodoris Marantinis, Eleni Foureira et Michalis Kouinelis et que l'animatrice était Anna Maria Velli.